# Tilman Borck
Tilman Borck (* 1968 in Hamburg) ist ein deutscher Regisseur, Drehbuchautor, Schauspieler und Komponist.

## Leben

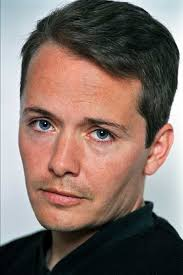
Tilman Borck

Nach dem Abitur und dem Cambridge Certificate of Proficiency in English wurde Borck als Schauspieler am Lee Strasberg Theatre and Film Institute in Los Angeles und von 1992 bis 1994 an der European Film Actor School in Zürich ausgebildet.
Seit 1995 arbeitet er als Schauspieler und Synchronsprecher. Als Produzent, Autor, Komponist und Regisseur drehte er 1997 den Kurzfilm Der Schatz des Zaren, der auf dem Kurzfilmfestival in Uppsala, Schweden präsentiert wurde. Er synchronisierte Fernsehserien wie Baywatch, Heartbreak High, New York Cops – NYPD Blue oder Jeanne – Die Kamikaze Diebin, wirkte als Schauspieler in den Filmen Teenaged und Limited Games mit, sowie als Sprecher in Videospielen wie Wolfenstein: The New Order. In der Kinderbuchhörserie Die drei ??? Kids, sprach er in der Folge Chaos vor der Kamera die Rolle des Kameramanns Jim Norton. 2011 sprach er in dem NDR-Hörspiel Die Leinwand. Außerdem arbeitet Borck als Sprecher in der Werbung.
Von 2011 bis 2014 war er überdies Dozent an der Akademie Deutsche POP in Hamburg.
Im Frühjahr 2017 realisierte Tilman Borck den internationalen, auf Englisch gedrehten Spielfilm The Midas Touch als Produzent, Regisseur, Drehbuchautor, Schauspieler und Komponist.